# Pilar Ribeiro
Maria do Pilar Ribeiro (Lisboa, 5 de outubro de 1911 — Cascais, 29 de março de 2011) foi uma matemática portuguesa, co-fundadora da Sociedade Portuguesa de Matemática e sócia número 1.

## Biografia
Frequentou o liceu Maria Amália Vaz de Carvalho e em 1933 licenciou-se em matemática pela Faculdade de Ciências de Lisboa. Casou-se com o matemático Hugo Ribeiro, que conheceu durante o curso. Exerceu o estágio no Liceu Pedro Nunes e depois disso leccionou a disciplina de Matemática no Liceu Camões. No mesmo período, frequentava o Seminário de Análise Geral de António Aniceto Monteiro.
Em 1941 e 1942 fez parte da primeira direcção da Sociedade Portuguesa de Matemática, exercendo o cargo de 1º secretário para esse biénio. Entre 1942 e 1946 viveu em Zurique, acompanhando o seu marido que aí fazia o seu doutoramento. Nos dois anos seguintes voltou a ocupar o cargo de 1ª Secretário na SPM, na direção do Secretário Geral Hugo Baptista Ribeiro.
Em 1947, devido a um "expurgos" aos matemáticos em Portugal, partiu com o marido para os Estados Unidos da América, onde foi instrutora de matemática na Pennsylvania State University. Voltaria a Portugal após o 25 de Abril, passando a exercer funções como professora catedrática no Instituto de Ciências Biomédicas Abel Salazar da Universidade do Porto entre 1976 a 1980.
Morreu em 2011, em Cascais, perto de completar os seus cem anos de idade.